# Mem de Sá
Mem de Sá, né à Coimbra en 1500 et mort à Salvador le 2 mars 1572, est un conquistador et administrateur colonial portugais, qui a occupé le poste de gouverneur général portugais du Brésil entre 1557 et 1572.

## Biographie
Issu d'une famille noble attachée au service de la Maison Royale du Portugal, Mem de Sá est fils du chevalier fidalgo Gonçalo Mendes de Sá, administrateur laïc du diocèse civil de Coimbra, l'oncle des conquistadors Estácio de Sá (1520-1567), Salvador Correia de Sá (1540-1631) et Francisco de Sá, et le demi-frère du poète Francisco de Sá de Miranda (1481-1558).
Formé à la gestion des administrations et au commandement militaire, il commence sa carrière comme juge de seconde instance (Desembargador) de la Maison des Supplications (Casa da Suplicação), avant d'être nommé gouverneur général du Brésil de 1558 a 1572 par le roi Sébastien Ier, succédant à D. Duarte da Costa (1553-1558).
Arrivé avec plusieurs membres de sa famille à Salvador, à Bahia, le 28 décembre 1557, Mem de Sá prend le contrôle de l'administration coloniale en 1558 et entreprend une action vigoureuse pour enraciner le pouvoir portugais sur le littoral. Aux prises avec des révoltes indigènes, notamment autour de Salvador, il entreprend la pacification de la colonie par une série de guerres contre les tribus et confédérations amérindiennes. Chef militaire pragmatique, il renforce ses effectifs en nouant une alliance avec les indiens Temiminós, dirigés par le chef Araribóia converti au christianisme. Sous son commandement, les Portugais mènent plusieurs campagnes militaires contre les Caeté, les Tupiniquins (1559) et les Aymorés (1564), tandis que les jésuites Manuel da Nóbrega et José de Anchieta obtiennent la soumission des Tamoios, avec l'armistice d'Iperoig, en 1563. À l'occasion de ces campagnes, le gouverneur général perd son fils Fernão de Sá à la bataille du Cricaré, dans la capitainerie de l'Espírito Santo, mais il parvient néanmoins à conquérir le territoire de l'actuelle ville de São Mateus. Pour briser définitivement les résistances amérindiennes, il favorise le système des Missions jésuites, qui permet la mise en villages (réductions) des tribus indigènes et leur christianisation sous l'autorité des jésuites.
Pour mettre un terme à l'implantation des calvinistes français dans la baie de Guanabara (la France antarctique), il ordonne la fondation de São Sebastião de Rio de Janeiro sur le littoral le 1er mars 1565. Chargé de superviser l'implantation, son neveu Estácio de Sá, dote rapidement la cité d'une administration (juges, huissiers, notaires et un collège jésuite), organise la distribution des sesmarias (concessions de terres) aux colons et aux jésuites, et établit une solide ligne de défenses (l'actuelle forteresse de São João), qui lui permet de repousser les attaques des navires français en provenance de Cabo Frio. Pour renforcer le dispositif militaire, Mem de Sá ordonne son extension vers le Morro do Castelo, dans les hauteurs environnantes. À l'issue de deux ans d'affrontements, son neveu Estácio de Sá parvient à expulser définitivement les Français le 20 janvier 1567 avec le soutien des jésuites, de ses alliés Perós et Temiminós, et de renforts envoyés depuis Salvador et São Vicente. Battus aux batailles d'Uruçu-Mirim et de Paranapuã, les derniers colons français poursuivent la résistance quelque temps avec l'aide de leurs alliés indiens avant de repartir pour l'Europe.
Administrateur efficace et pragmatique, Mem de Sá n'hésite pas à associer ses alliés amérindiens à la colonisation du territoire brésilien. En remerciement pour son aide contre les Français, il offre par exemple au chef indien Araribóiar une concession dans la baie de Guanabara, où celui-ci fonde le 22 novembre 1573 la ville de São Lourenço dos Índios, l'actuelle Niterói, rattachée administrativement au système colonial portugais. Prenant le contrepied de son prédécesseur en conflit avec l’Église, il accueille le second évêque du Brésil D. Pêro Leitão en 1559, et favorise l'activité des missionnaires jésuites, qui écrivent leurs premières œuvres littéraires au Brésil sous son mandat. Enfin, pour étendre la souveraineté du Portugal dans l'intérieur des terres, il autorise les expéditions (Entradas) des bandeirantes Vasco Rodrigues Caldas (1561), Luís Martins e Brás Cubas, et Martim Carvalho (1567 ou 1568).

## Famille et descendance
À sa suite, plusieurs membres de sa famille s'engagent dans la colonisation portugaise de l'Amérique :
- Fernão de Sá, son fils, conquistador mort pendant la guerre des Aymorés, qui a permis au Portugal de s'étendre sur le territoire de l'actuelle ville de São Mateus

- Estácio de Sá (1520-1567), son neveu, conquistador, principal vainqueur de la France antarctique
- Salvador Correia de Sá, dit Le Vieux (O Velho), son neveu, explorateur et premier capitaine-majeur de Rio de Janeiro
- Gonçalo Correia de Sá (né en 1602), fils du précédent, explorateur, chasseur d'esclaves (sertanista) et capitaine-majeur de la ville de São Vicente

- Martim Correia de Sá (1575-1632), frère du précédent, explorateur et conquistador portugais, capitaine-majeur de Rio de Janeiro, fondateur de la ville de São Pedro de Cabo Frio
- Salvador Correia de Sá e Benevides (1594-1688), fils du précédent, administrateur colonial et général portugais, amiral de la côte de la Mer du Sud et du Rio de la Plata, vainqueur de l'amiral néerlandais Piet Heyn lors de l'attaque de la ville d'Espirito Santo (1625), gouverneur de la capitainerie de Rio de Janeiro (1637-1642, 1648 et 1659-1660), administrateur de toutes les mines du Brésil, membre du Conseil de guerre du roi Philippe III de Portugal, gouverneur de l'Angola (1648-1651), principal vainqueur des Néerlandais en Angola et à São Tomé-et-Principe pendant la guerre néerlando-portugaise (1601-1661), gouverneur de la capitainerie du Sud du Brasil (1659-1662)